# جوني رولاند
جوني رولاند (بالإنجليزية: Johnny Roland)‏ هو لاعب كرة قدم أمريكية أمريكي، ولد في 21 مايو 1943 في كوربوس كريستي في الولايات المتحدة.

## وصلات خارجية
- جوني رولاند على موقع مرجع كرة القدم المحترفة.كوم (الإنجليزية)